# Mila Mašić
Mila Mašić (serbisch-kyrillisch Мила Машић; * 29. November 1997) ist eine serbische Tennisspielerin.

## Karriere
Mašić spielt bislang vorrangig auf der ITF Women’s World Tennis Tour, wo sie bisher aber noch keinen Titel gewinnen konnte.
2019 gewann sie die Landesmeisterschaften des Wiener Tennisverbands beim UTC La Ville, wo sie im Finale Liz Keller mit 6:3 und 6:0 schlug. Im Doppel unterlag sie im Finale mit ihrer Partnerin Mariam Karadzhaeva der Paarung Liz Keller und Katarina Sopkova mit 6:7 und 2:6 und wurde Vizemeisterin.
2021 trat sie mit Partnerin Laura Svatíková im Hauptfeld des Damendoppels der mit 20.000 US-Dollar dotierten Ladies Open Vienna an, wo die beiden ihr Erstrundenspiel gegen die Paarung Erika Andrejewa und Jekaterina Kasionowa mit 6:2, 5:7 und [4:10] verloren.
2022 wollte sie im Mai mit Partnerin Moni Potrc im Hauptfeld des Damendoppels der Koper Open antreten, wo die beiden aber verletzungsbedingt absagen mussten. Im September erhielt sie eine Wildcard für das Hauptfeld im Dameneinzel bei den mit 20.000 US-Dollar dotierten Ladies Open Vienna, wo sie in der ersten Runde gegen Karola Patricia Bejenaru mit 6:71 und 2:6 verlor. Eine Woche darauf rutschte sie als Lucky Loser ins Hauptfeld des Dameneinzels der mit 60.000 US-Dollar dotierten Vrnjačka Banja Open, wo sie in der ersten Runde gegen die topgesetzte Elina Awanessjan mit 2:6 und 1:6 verlor. Im Doppel erhielt sie mit Partnerin Marija Djurasic einen Startplatz im Hauptfeld. Die beiden konnten diesen aber nicht nutzen und verloren ihre Erstrundenbegegnung mit 3:6 und 1:6 gegen Tamara Čurović und Lola Radivojević.
2023 wurde sie Ende August WTV-Outdoor Landesmeister am UTC La Ville und erhielt eine Wildcard für die Qualifikation zum Hauptfeld im Dameneinzel der Alpstar Ladies Open Vienna im September. Dort konnte sie sich aber nicht für das Hauptfeld im Einzel qualifizieren, erhielt aber zusammen mit ihrer Partnerin Lea Nurija Koljenovic ebenfalls eine Wildcard für das Hauptfeld im Damendoppel, wo die beiden in der ersten Runde gegen Anna Klasen und Natália Szabanin mit 4:6 und 2:6 verloren.
2024 qualifizierte sie sich im Mai für das Hauptfeld der mit 25.000 US-Dollar dotierten W35 Annenheim, wo sie in der ersten Runde gegen die topgesetzte Sofia Costoulas mit 2:6 und 2:6 verlor. Im September sicherte sich Mašić wieder den Titel bei den Wiener Landesmeisterschaften.